# Sergio Angulo
Sergio Angulo Bolaños (Ibagué, 14 september 1960) is een voormalig profvoetballer uit Colombia. Hij speelde als aanvaller onder meer voor Deportivo Cali, Independiente Santa Fe en América de Cali. In 1988 werd Angulo met 29 goals topscorer van de Copa Mustang.

## Interlandcarrière
Angulo, bijgenaamd Checho, kwam in totaal twaalf keer (één doelpunt) uit voor de nationale ploeg van Colombia in de periode 1985–1991. Onder leiding van bondscoach Gabriel Ochoa Uribe maakte hij zijn debuut op 3 november 1985 in de WK-kwalificatiewedstrijd tegen Paraguay (2-1) in Cali. Hij viel in voor Antony de Ávila en nam in de 68ste minuut de gelijkmaker voor zijn rekening. Hij nam met zijn vaderland deel aan de strijd om de Copa América 1989.
| Interlands van Sergio Angulo voor Colombia | Interlands van Sergio Angulo voor Colombia | Interlands van Sergio Angulo voor Colombia | Interlands van Sergio Angulo voor Colombia | Interlands van Sergio Angulo voor Colombia | Interlands van Sergio Angulo voor Colombia |
| №                                          | Datum                                      | Wedstrijd                                  | Uitslag                                    | Competitie                                 | Goals                                      |
| Als speler van Atlético Nacional           | Als speler van Atlético Nacional           | Als speler van Atlético Nacional           | Als speler van Atlético Nacional           | Als speler van Atlético Nacional           | Als speler van Atlético Nacional           |
| ------------------------------------------ | ------------------------------------------ | ------------------------------------------ | ------------------------------------------ | ------------------------------------------ | ------------------------------------------ |
| 1                                          | 3 november 1985                            | Colombia – Paraguay                        | 2 – 1                                      | WK-kwalificatie                            | 68'                                        |
| 2                                          | 11 juni 1987                               | Colombia – Ecuador                         | 1 – 0                                      | Vriendschappelijk                          | 0                                          |
| 3                                          | 14 juni 1987                               | Ecuador – Colombia                         | 3 – 0                                      | Vriendschappelijk                          | 0                                          |
| 4                                          | 3 februari 1989                            | Colombia – Peru                            | 1 – 0                                      | Vriendschappelijk                          | 0                                          |
| 5                                          | 5 februari 1989                            | Colombia – Chili                           | 1 – 0                                      | Vriendschappelijk                          | 0                                          |
| 6                                          | 24 juni 1989                               | Verenigde Staten – Colombia                | 0 – 1                                      | Vriendschappelijk                          | 0                                          |
| 7                                          | 3 juli 1989                                | Venezuela – Colombia                       | 2 – 4                                      | Copa América                               | 0                                          |
| 8                                          | 5 juli 1989                                | Colombia – Paraguay                        | 0 – 1                                      | Copa América                               | 0                                          |
| 9                                          | 7 juli 1989                                | Brazilië – Colombia                        | 0 – 0                                      | Copa América                               | 0                                          |
| 10                                         | 9 juli 1989                                | Colombia – Peru                            | 1 – 1                                      | Copa América                               | 0                                          |
| 11                                         | 29 januari 1991                            | Mexico – Colombia                          | 0 – 0                                      | Vriendschappelijk                          | 0                                          |
| 12                                         | 3 februari 1991                            | Zwitserland – Colombia                     | 3 – 2                                      | Vriendschappelijk                          | 0                                          |

## Erelijst
América de Cali
- Copa Mustang

1990
 Independiente Santa Fe
- Topscorer Copa Mustang

1988 (29 goals)